# Inga heinei
Inga heinei är en ärtväxtart som beskrevs av Hermann August Theodor Harms. Inga heinei ingår i släktet Inga och familjen ärtväxter. Inga underarter finns listade i Catalogue of Life.